# World Service
World Service è il quinto album in studio del gruppo christian rock britannico Delirious?, pubblicato nel 2003.

## Tracce
1. Grace Like a River – 4:06
2. Rain Down – 4:51
3. God in Heaven – 4:28
4. Majesty (Here I Am) – 5:31
5. Inside Outside – 5:41
6. Free – 3:59
7. Everyone Knows – 4:30
8. With You – 4:36
9. Mountains High – 3:55
10. I Was Blind – 5:52
11. Feel It Coming On – 5:10
12. Every Little Thing – 4:34